# Västerrekarne härad

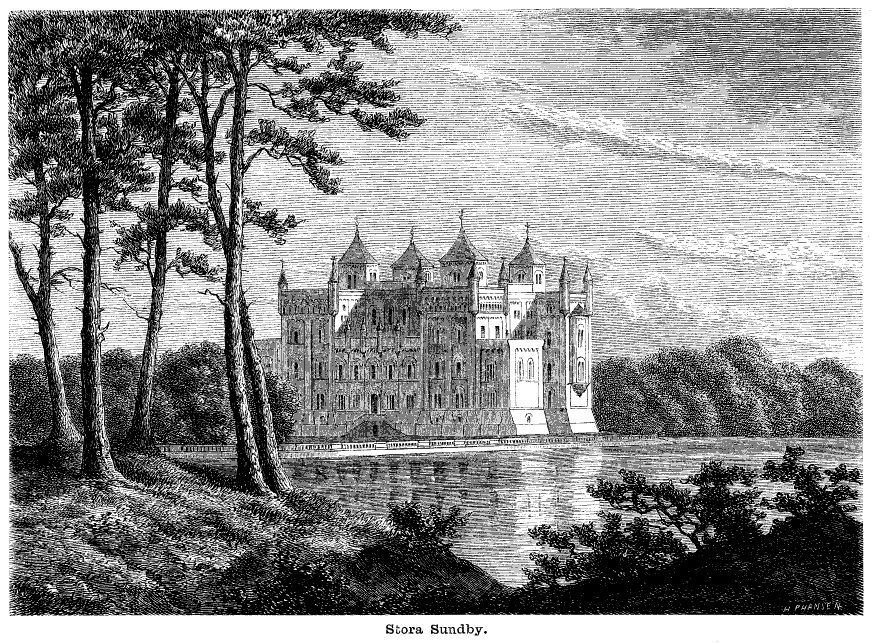
Stora Sundby slott.

Västerrekarne härad var ett härad i nordvästra Södermanland. Häradet utgjorde den västra delen av nuvarande Eskilstuna kommun vilken är en del av Södermanlands län.  Den totala arealen mätte 374 km², vilket år 1934 fördelade sig på knappt 126 km² åker och drygt 186 km² skog. Befolkningen uppgick samma år till 8 847 invånare. Tingsställe var till 1700 Tumbo, därefter Eskilstuna till 1710 då det flyttades till Torshälla för att 1881 återflytta till Eskilstuna.

## Geografi
Västerrekarne härad omfattade Södermanlands läns nordvästligaste del och låg i huvudsak mellan östra Hjälmaren och västra Mälaren. Området består till övervägande del av kuperad slättbygd, som i öster är en mer tättbebyggd del av Mälarslätten som längre mot sydväst övergår i skogs- och jordbruksbygd längs Hjälmarens norra strand. I öster begränsas häradsområdet av Eskilstuna samt Torshälla städer och av Eskilstunaån som i söder övergår i Hyndevadsström. Häradsområdet genomkorsas i nord-sydlig riktning av rullstensåsar, av vilka Köpingsåsen i väster bildar en brygga över Hjälmaresund till häradets söder om Hjälmaren belägna skogstrakter i Öja socken. Hjälmare kanal går genom västra delen av Västerrekarne. I väster gränsade Västerrekarne härad mot Åkerbo härad och i norr mot Snevringe härad vilka båda var belägna i Västmanlands län, i sydväst och söder mot Oppunda härad samt i sydost och öster mot Österrekarne härad.
Häradet angränsade mot två städer – Eskilstuna och Torshälla – men saknade köpingar och municipalsamhällen. Delar av häradets område utgör idag delar av tätorterna Eskilstuna och Torshälla, men största tätort i övrigt är numera Hällbybrunn belägen cirka fem kilometer väster om Eskilstuna centrum.

### Socknar
Västerrekarne härad omfattade från 1622 åtta socknar, före dess ingick även Säterbo och Torpa socknar. 
- Fors - uppgick 1907/1931 i Eskilstuna stad/Eskilstuna Fors församling
- Gillberga
- Lista
- Råby-Rekarne
- Torshälla
- Tumbo
- Västermo
- Öja

Torshälla stad hade egen jurisdiktion till 1 juli 1946. Eskilstuna stad hade egen jurisdiktion till 1971.

## Historia
Omkring år 1350 infördes den nuvarande häradsindelningen i landskapet Södermanland och ersatte därmed de tidigare hundaren som vilade på förhistoriska anor. Västerrekarne härad var ursprungligen en del av folklandet Rekarne. År 1167 skrevs namnet som Reic, vilket i bestämd form utvecklades till Rekarne. Betydelsen kommer av ett fornsvenskt ord för linje, rand, strimma eller något som sträcker sig. Det kan stå för väg och kan därmed ha åsyftat Kjulaåsen eller Tumboåsen. Det har också föreslagits att namnet syftar på de många rullstensåsarna i trakten.
År 1291 omnämndes folklandets västra del som Wæsterrek, d.v.s. det västra Rek. Häradets medeltida tingsplats låg i Tumbo där kyrkbyn under medeltiden kallades för Tuna, vilket antyder att här också låg en marknadsplats. Platsen var belägen vid en viktig kommunikationsled mellan Södermanland och de norra Mälardalslandskapen och spår finns av bebyggelse från bronsåldern och framåt. Flera stora gravfält, runstenar och fornborgar pekar också på platsens betydelse. Under 1700-talet flyttades tingsplatsen till tingsgården i Eskilstuna, som alltså låg utanför häradet.
Innan Eskilstuna utvecklades till en stor industristad under 1600-talet och framåt utgjorde Torshälla stad Rekarnebygdens gamla centralort. Staden erhöll sina stadsprivilegier så tidigt som år 1317, vilket gör den till en av rikets äldsta städer. Platsen var, i likhet med Strängnäs, tidigare en hednisk kultplats och namnet kommer av Tors harg med betydelsen Tors offerplats, vilken troligtvis varit belägen på berget där kyrkan sedermera skulle komma att uppföras. Här låg under 1200- och 1300-talen eventuellt också en försvarsanläggning i form av en borg. Då landhöjningen gjort området kring Eskilstuna svårtillgängligt från Mälaren kom Torshälla att inneha ledarplatsen som den viktigaste staden i nordvästra Södermanland och även för södra Bergslagen, och det var inte förrän staden brann år 1798 som systerstaden på allvar drog ifrån. Staden bär fortfarande spår av ett medeltida gatunät och bebyggelsen kring Eskilstunaån är ålderdomlig. Även Torshälla kom att utvecklas som industristad, framförallt med järnbruket Nyby bruk som anlades år 1829. I övrigt präglades Västerrekarne härad av jordbruksnäringar. 
Häradets största tätort Hällbybrunn utvecklades som brunnsort från slutet av 1800-talet och in på 1900-talet. Orten är belägen på ömse sidor av den branta Strömsholmsåsen (Tumboåsen) och genomkorsas av såväl E20 och Svealandsbanan som dock numera inte gör något uppehåll här. I häradets västligaste del löper Hjälmare kanal som grävdes under början av 1600-talet för att förbinda sjön Hjälmaren med Arbogaån och därmed Mälaren. Parallellt med denna löper på höga pyloner den s.k. kalklinbanan mellan kalkbrottet vid sjön Öljaren och staden Köping. Linbanan som utgör ett markant inslag i landskapet och som även löper över sjön Hjälmaren uppfördes under början av 1940-talet. Bland övriga byggnadsverk i Västerrekarne härad märks, förutom den välbevarade 1100-talskyrkan i Tumbo, även det märkliga Stora Sundby slott utfört i gammalnormandisk stil. Slottet härrör från 1300-talet men fick sin nuvarande utformning i mitten av 1800-talet.

## Län, fögderier, domsagor, tingslag och tingsrätter
Häradet har sedan 1634 helt hört till Södermanlands län, före dess till Eskilstuna län (1546-1630) och Gripsholms län (-1546). Församlingarna i häradet har hört Strängnäs stift. 
Häradets socknar hörde till följande fögderier:
- 1720-1885 Södermanlands läns Tredje fögderi
- 1886-1966 Rekarne fögderi
- 1967-1990 Eskilstuna fögderi

Torshälla socken hörde till 1 juli 1946 till Torshälla stads fögderi.
Häradets socknar tillhörde följande domsagor, tingslag och tingsrätter:
- 1680-1880 Västerrekarne tingslag i 
  - 1680-1714 Gripsholms, Rävsnäs och Eskilstuna läns domsaga (Åkers, Selebo, Daga samt Öster- och Västerrekarne härader)
  - 1714-1718 Eskilstuna läns domsaga (Öster- och Västerrekarne härader)
  - 1719-1878 Åkers, Selebo, Daga samt Öster- och Västerrekarne häraders domsaga, från 1861 benämnt Livgedingets domsaga
  - 1879-1880 Livgedingets domsaga (Åkers, Selebo samt Öster- och Västerrekarne härader)
- 1881-1947 Rekarne tingslag i Livgedingets domsaga
- 1948-1970 Livgedingets domsagas tingslag i Livgedingets domsaga

- 1971- Eskilstuna tingsrätt och dess domsaga

### Webbkällor
- Nationella arkivdatabasen för uppgifter om fögderier, domsagor, tingslag och tingsrätter